# 1941年のラジオ (日本)
1941年のラジオ (日本)では、1941年の日本のラジオ番組、その他ラジオ界の動向について記す。

## 主な番組関連の出来事
- 12月8日
  - 日本放送協会、朝7時、日本軍がアメリカ軍・イギリス軍と戦闘状態に入った（太平洋戦争開戦）ことを知らせる大本営発表を報じた臨時ニュースを放送[1]。これ以降終戦まで、気象通報・天気予報および、都市放送（第2放送）の全番組は中止となった[2]。
  - 正午、首相の東條英機が首相官邸内の放送室から「大詔を拜し奉りて」と題するラジオ演説を行う[3]。

## 主なその他ラジオ関連の出来事
- 2月12日 - 日本放送協会が福島で放送開始。
- 3月9日 - 日本放送協会が松山で放送開始。
- 4月1日 - 日本放送協会、文部省の用語・用字統一方針に従い、文書等での「ラヂオ」の表記を「ラジオ」、「スタヂオ」を「スタジオ」に改定[2]。
- 4月17日 - 日本放送協会が青森で放送開始。
- 4月19日 - 日本放送協会が防府で放送開始。
- 6月15日 - 東京中央放送局専属劇団（のちの東京放送劇団）俳優養成所が開校[2]。
- 6月20日 - 日本放送協会が大分で放送開始。
- 9月24日 - 日本放送協会がパラオ放送局開設、短波放送にて放送開始。
- 12月9日 - この日より、政府の要請による戦時電波管制にともない、日本列島および樺太におけるラジオ放送の全周波数が860キロサイクルに統一され、出力は500ワット以下に抑制される[4]。
- 12月25日 - 上記電波管制の実施以降、「ラジオがよく聞こえない」との聴取者からの苦情が多く寄せられたため、昼間は単一周波数放送を継続しつつ、夜間のみ、軍管区単位で周波数を5種類に分割した「群別放送」となる[4]。
- 12月26日 - 日本放送協会が豊原放送局開設、正式に放送開始。
- 12月28日 - 日本放送協会が佐賀で放送開始。

## 主な放送番組

### 開始番組

#### 1941年1月放送開始
日本放送協会全国放送
- 7日 - 世界史講座[5]

#### 1941年2月放送開始
日本放送協会
- 12日
  - 政府の時間[5]
  - 軍事報道[5]
  - われらのうた[5]

#### 1941年4月放送開始
日本放送協会
- 1日
  - 国民学校放送[5]
  - 少国民の時間[5]
  - シンブン

日本放送協会都市放送
- 開始日不明 - 青年学校放送[5]

#### 1941年9月放送開始
日本放送協会
- 2日 - 演芸お好み袋[6]
- 19日 - ラジオ太郎[6]

#### 1941年12月放送開始
日本放送協会全国放送
- 8日 - ニュース歌謡[6]
- 9日 
  - 国民の誓[7]
  - 我等の決意[7]
  - 国民に告ぐ[7]
  - 軍事発表[7]
- 14日 
  - 愛国詩[7]
  - 週間戦局[7]
  - 勝利の記録[7]
- 21日 - 起てり東亜[7]

### 終了番組

#### 1941年2月放送終了
日本放送協会
- 4日or7日 - 国民歌謡

#### 1941年12月放送終了
日本放送協会
- 7日
  - 天気予報 ※1945年に再開
  - 気象通報 ※同上

## 番組名改題
- 4月1日より
  - 『少国民の時間』（『子供の時間』より）